# Майоров Олександр В'ячеславович
Майоров Олександр В'ячеславович (20. 05. 1969, Запоріжжя) — російський історик. Доктор історичних наук, професор Санкт-Петербурзького державного університету (з 2007).
1993 — закінчив Запорізький державний університет.
З червня 1994 — працює на історичному факультеті Санкт-Петербурзького державного університету.
1994-2000 — асистент кафедри історії Росії з найдавніших часів до поч. XX ст. СПбДУ.
1997 — закінчив аспірантуру СПбДУ.
1998 — захистив кандидатську дисертацію на тему «Бояри та громада Південно-Західної Русі в XI — поч. XIII ст.ст.».
2000-2004 — старший викладач кафедри історії Росії з найдавніших часів до поч. XX ст. СПбДУ.
2004 — захистив докторську дисертацію на тему: «Галицько-Волинська Русь. Нариси соціально-політичної історії в домонгольський період. Князь, бояри та міська громада».
2004-2007 — доцент кафедри музеології СПбДУ.
З листопада 2007 — завідувач кафедри музеології СПбДУ.
З 2005 керує Центром музеології та туризму (при кафедрі музеології СПбДУ).
Автор понад 200 опублікованих наукових праць, зокрема 6 монографій і 3 навчальних посібників.
Відповідальний редактор наукових журналів «Вопросы музеологии» та «Rossica Antiqua».
Член редколегії міжнародного наукового журналу «Княжа доба: історія і культура» (Львів; засновник — НАНУ).
Голова редакційної колегії серії «Письмові пам'ятки історії та культури Росії в зібраннях закордонних архівів і бібліотек» (видавництво СПбДУ).
Головна сфера наукових зацікавлень — історія та джерелознавство середньовічної Русі, історія й теорія музейної справи, музейне проектування, культурно-пізнавальний туризм.

## Монографії
- Галицко-Волынская Русь. Очерки социально-политических отношений в домонгольский период. Князь, бояре и городская община / Под ред. И. Я. Фроянова. СПб.: Университетская книга, 2001. 640 с. — ISBN 5-323-00013-9
- Социально-политический строй Древней Руси. Община и государство. Гомель: Изд-во Гомельского гос. ун-та им. Франциска Скорины, 2002. 44 с.
- Великая Хорватия: этногенез и ранняя история славян Прикарпатского региона. СПб.: Изд-во С.-Петербургского ун-та, 2006. 209 с. — ISBN 5-288-03948-8
- Русь, Византия и Западная Европа. Из истории внешнеполитических и культурных связей XII–XIII вв. СПб.: Дмитрий Буланин, 2011. 800 с., ISBN 978-5-86007-650-1, ISSN 2220-5489 = Studiorum slavicorum orbis
- Галицько-волинський князь Роман Мстиславич: володар, воїн, дипломат. У 2-х тт. Біла Церква: Вид. О. В. Пшонківський, 2011. 780 стор., ISBN 978-966-2083-94-1

Т. I. До вивчення джерел з історії внутрішньої та зовнішньої політики. С. 1-318. ISBN 978-966-2083-95-8
Т. II. Політична та культурна спадщина, родина, династія. С. 319–780. ISBN 978-966-2083-96-5
- Velika Hrvatska. Etnogeneza i rana povijest Slavena prikarpatskoga područja / Pokrovitelj hrvatskog izdanja Ivan Hrvoić, Zmaj Martinski. Zagreb: Družba Braća Hrvatskoga Zmaja, 2012. 202 str. (Biblioteka posebna izdanja. Knjiga 10) ISBN 978-953-6928-26-2